# Силвио Кадело
Силвио Кадело (итал. Silvio Cadelo; Модена, 10. октобар 1948) италијански цртач стрипова.

## Биографија
После студија лепих уметности, постао је члан једног експерименталног позоришта. Његова позоришна каријера трајала је пар година током којих је обављао посао сценографа, глумца и редитеља. Такође је радио као дизајнер плаката. 
Опробавши се крајем 70-их година у сликарству, коначно се посветио стрипу који је сматрао мање комерцијалном уметношћу. Цртао је за италијанске часописе Linus, Alter и Frigidaire. Тада је упознао Жана Енеста (фр. Jean Annestay) који му је отворио перспективу у Француској. 
Године 1981. објавио је свој први албум Skeol, који је графички инспирисан радовима уметника окупљених око часописа Métal hurlant, нарочито Мебијусовим. Овде се открива његова склоност ка бићима с егзотичним морфологијама, која се препознаје и у његовим илустрацијама за рол плеј игру VII Legio издавача International Team и у Уводу у фантастичну зоологију Етора Тибалдија (Introduzione Alla Zoologia Fantastica d'Ettore Tibaldi). 
Поводом објављивања Каделијевог портфолија Strappi Енесте је тражио од Алежандра Жондровског да напише предговор. Задивљен портфолијем, Жондровски је понудио Каделу сарадњу. Кадело се затим преселио у Парис како би с Жондровским реализовао Сагу о Аландору (La saga d’Alandor). Међутим, после другог албума двојица уметника су се разишли због неслагања у погледу смера приче. Упркос томе, овај рад је упознао публику с Каделијевим нарочитим стилом пуним симболике.
Поставши сарадник часописа À suivre 1987. године, наставио је причу „Псећа жеља” (Envie de Chien) коју је започео у часопису Frigidaire. Јунак ове приче, симболичан због различитости и бремена стида, јесте његова најпознатија и омиљена творевина. Серија је поново покренута 2000. године и то у манга формату и у издању јапанске издавачке куће Коданша. Ова серија је у Француској доживела неуспех, а у Италији је освојила велику награду Romix 2002. године.
Кадело се такође истакао у жанру еротске приче а у скорије време у видео уметности. Његов краткометражни филм Mutatio animi приказан је на фестивалима Vidéoformes и Instants Vidéo.